# Copris kachinensis
Copris kachinensis là một loài bọ cánh cứng trong họ Bọ hung (Scarabaeidae).